# 哈維·庫興
哈維·威廉斯·庫興（Harvey Williams Cushing，1869年4月8日—1939年10月7日）是美國的神經外科名醫、美國陸軍退役軍醫上校。他是腦外科學的先驅、最早提出庫興氏症候群的學者，後世稱之「現代神經外科之父」。

## 出生背景
庫興醫師出生於俄亥俄州的克里夫蘭。他的祖先是17世紀前往美國麻塞諸塞州欣厄姆市的清教徒。他的父親柯克·庫興是一位內科醫師。哈維·庫興是家中十個孩子中的么子。

## 求學過程
哈維·庫興於1891年獲得耶魯大學文學士學位。在耶魯大學期間，他是秘密社群「卷軸鑰匙」（Scroll and Key）以及「ΔΚΕ」（Delta Kappa Epsilon）的成員。他隨後於哈佛醫學院習醫，並於1895年獲得醫學士學位。哈維·庫興在哈佛醫學院的附屬醫院麻州總醫院完成實習。接著前往巴爾的摩市的約翰·霍普金斯醫院，在外科名醫威廉·史都華·豪斯泰德的指導下接受外科住院醫師訓練。

## 早年生涯
庫興留學英國，曾在伯恩接受埃米爾·特奧多爾·科赫爾指導、在利物浦接受查爾斯·斯科特·謝靈頓指導開腦手術。他在科赫爾醫師旗下工作時，首次發表庫興反射描述血壓與腦內壓的變化關係。隨後他回到巴爾的摩開始獨立行醫。時年32歲的他，成為約翰·霍普金斯醫院的外科副教授，並全權負責中樞神經系統的手術病人。他利用時間發表無數關於腦和脊隨手術的論文。在巴爾的摩時，他開發了以局部麻醉進行手術的方法，他描述局部麻醉應用於疝氣手術的論文也使他在歐洲享有盛名。1911年，他受聘為麻州布萊根婦女醫院的外科部主任。並於1912年起擔任哈佛醫學院的外科學教授。。第一次世界大戰期間，庫興曾隨美國陸軍醫務隊派駐法國，擔任英國遠征軍附設美國陸軍基地醫院院長，官至上校。

## 晚年生涯
庫興是普立茲獎得獎名作《威廉·歐斯勒爵士的一生》（Life of Sir William Osler）的作者（牛津大學出版社1925發行）。威廉·歐斯勒醫師是庫興在約翰·霍普金斯大學的恩師。
當他退休後，曾於1933到1937年間擔任耶魯大學醫學院的斯特林教席。
庫興於1939年10月7日，因心肌梗塞的併發症逝世於康乃狄克州的紐黑文市。葬於克里夫蘭的湖景墓園。他死後捐出大體供解剖研究，報告發現他的第三腦室有膠質狀囊腫。

## 貢獻
在二十世紀初，他開發了許多開顱的基礎手術技術與原則。這些超時代的貢獻奠定了他在此領域的泰斗地位。在他的影響之下，神經外科在外科學領域成為一個新的獨立學門。

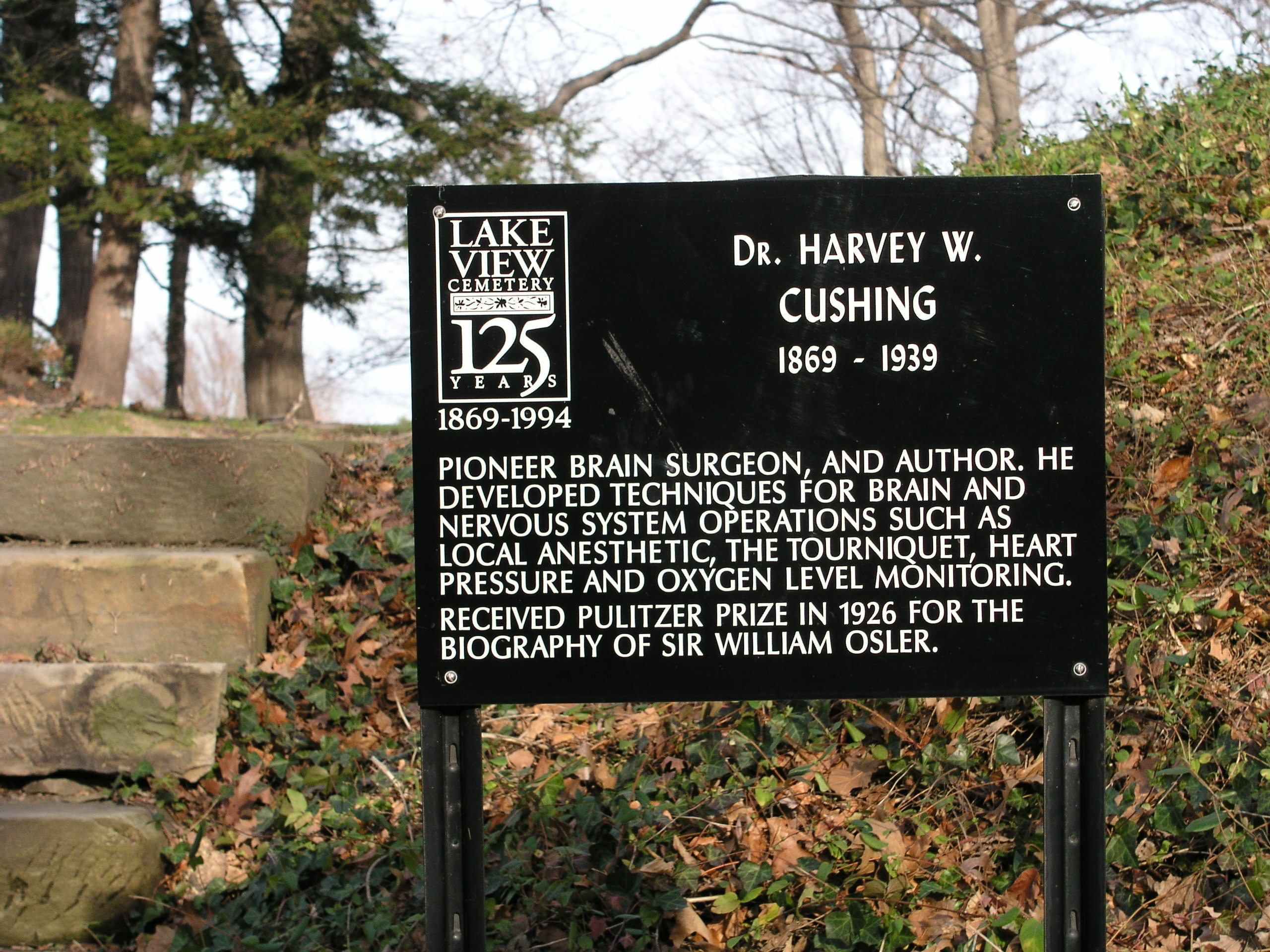
克里夫蘭的湖景墓園前，標誌庫興的告示牌

- 他顯著提升了病人在高難度腦手術切除顱內腫瘤的存活率。
- 他使用X光攝影來診斷腦瘤。（即使今日，以X光影像診斷腦腫瘤幾乎是難以做到的事。現已多仰賴電腦斷層攝影與核磁共振）
- 他使用電刺激研究人體大腦皮質的感覺區。
- 物理學家威廉·T·波維（William T. Bovie）開發出的手術用電燒器，庫興在過程扮演重要角色。
- 他是20世紀前十年神經外科學界教師的第一把交椅。《哈維·庫興博士》，1908年，油彩畫，艾德蒙·C·塔貝爾作。

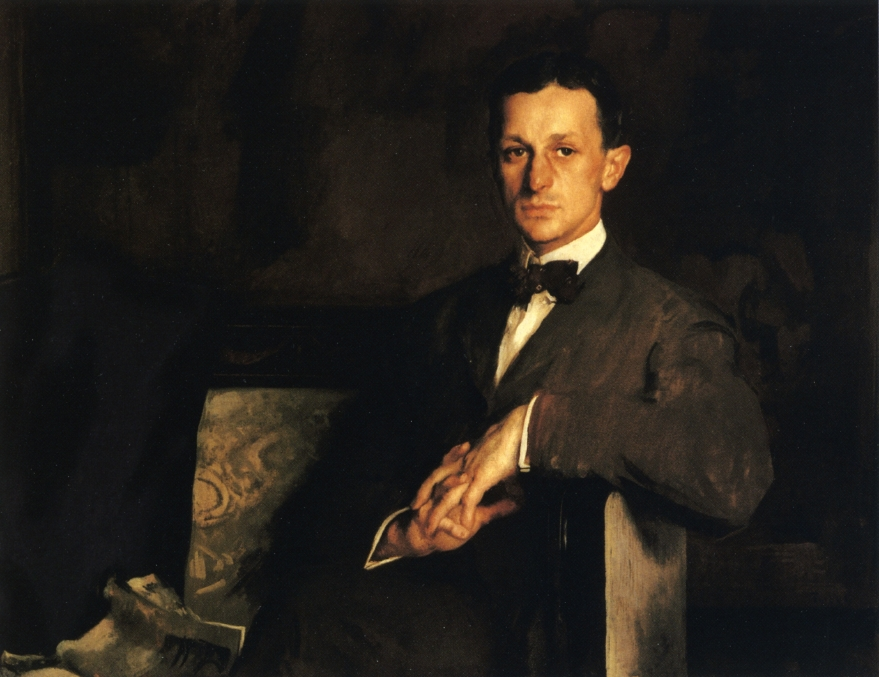
《哈維·庫興博士》，1908年，油彩畫，艾德蒙·C·塔貝爾作。